# الإبانة عن معاني القراءات (كتاب)
الإبانة عن معاني القراءات هو كتاب من تأليف مكي بن أبي طالب في معاني القراءات وفوائدها وذكر غرائب معانيها، وكذلك شرح لحديث: «أنزل القرآن على سبعة أحرف»، كما تكمن أهمية الكتاب بأنه متصل بكتابه «الكشف عن وجوه القراءات».
وقد تميز كتاب الإبانة لأبي محمد مكي القيسي بعدة مميزات دلت على أهميته منها: كون مؤلف الكتاب من العلماء المتقدمين إذ توفي في القرن الخامس الهجري، وكذلك ثناء عدد من العلماء على مؤلف الكتاب، وهو أيضا من الكتب المعتمدة للمتخصصين في القراءات، وقد نقل عدد من علماء القراءات عنه مثل: بدر الدين الزركشي في كتابه البرهان في علوم القرآن، وابن الجزري وعنهما نقل السيوطي في كتابه الإتقان.
والكتاب لأبي محمد مكي بن أبي طالب حموش بن محمد بن مختار القيسي، ولد في القيروان سنة 355هـ، وتوفي 437هـ.
قال أبو البركات الأنباري: «وأما أبو محمد مكي بن أبي طالب بن محمد بن مختار القيسي، فإنه كان نحويا فاضلا، عالما بوجوه القراءات، وله فيها كتب كثيرة»

## موضوع الكتاب
يعد كتاب الإبانة عن معاني القراءات من الكتب القيمة على الرغم من صغر حجمه، وقد تناول أبو محمد في هذا الكتاب عدة موضوعات منها: معاني القراءات وفوائدها وذكر غرائب معانيها، وكذلك شرح لحديث: "أنزل القرآن على سبعة أحرف"، كما تميز كتاب الإبانة بأنه متصل بكتابه "الكشف عن وجوه القراءات".قرأ بها".

## محتويات الكتاب
الباب الأول: القراءات المنسوبة إلى الأئمة السبعة. ذكر في هذا الباب جملة من الموضوعات التي تتعلق بالقراءات منها:
1. القراءات المنسوبة إلى الأئمة السبعة وصلتها بالحديث: أنزل القرآن على سبعة أحرف.
2. باب: «سبب اختلاف القراءة فيما يحتمله خط المصحف».
3. باب: جمع القرآن، وكيف جمع؟ وما سبب جمعه؟
4. باب: «معنى أنزل القرآن على سبعة أحرف».
5. باب: «فائدة تعدد القراءات».
6. باب: العلة في كثرة اختلاف المروي عن الأئمة القراء.
7. باب: السبب في إشهار السبعة القراء دون من هو فوقهم.
8. باب: لم جعل القراء الذين اختيروا للقراء سبعة؟
9. باب: جامع لمعان مما ذكرنا.

الباب الثاني: من الأحاديث التي رويت في الأحرف السبعة. ذكر فيه عدة موضوعات وهي:
1. باب: نذكر فيه جملا من الأحاديث التي رويت في الأحرف السبعة تدل على صحة ما قدمنا ذكره.
2. «مثال لاختلاف القراء في سورة الفاتحة مما هو جزء من الأحرف السبعة».

## ميزات الكتاب
تميز كتاب الإبانة لأبي محمد مكي القيسي بعدة مميزات منها:
1. كون مؤلف الكتاب من العلماء المتقدمين إذ توفي في القرن الخامس الهجري.
2. ثناء عدد من العلماء على مؤلف الكتاب.
3. من الكتب المعتمدة للمتخصصين في القراءات.
4. نقل عدد من علماء القراءات عنه مثل: بدر الدين الزركشي في كتابه البرهان في علوم القرآن، وابن الجزري وعنهما نقل السيوطي في كتابه الإتقان.[1]

## طبعات وتحقيقات الكتاب
1. طبعة نهضة مصر للطبع- بتحقيق: عبد الفتاح إسماعيل شلبي.
2. طبعة دار عمار- بتحقيق: توفيق إبراهيم ضمرة، وعصام فارس الحرستاني.
3. طبعة دار المأمون للتراث- بتحقيق: محيي الدين رمضان.
4. طبعة كتاب ناشرون- بتحقيق: فرغلي سيد عرباوي.